# میلان فوکال
میلان فوکال (چکی: Milan Fukal؛ زادهٔ ۱۶ مهٔ ۱۹۷۵) بازیکن فوتبال اهل جمهوری چک بود.
از باشگاه‌هایی که در آن بازی کرده‌است می‌توان به باشگاه فوتبال بوهمیانس ۱۹۰۵، باشگاه فوتبال هامبورگ، باشگاه فوتبال باومیت یابلونتس، باشگاه فوتبال اسپارتا پراگ، باشگاه فوتبال هرادتس کرالووه، و باشگاه فوتبال بروسیا مونشن‌گلادباخ اشاره کرد.
وی همچنین در تیم‌های ملی فوتبال زیر ۲۱ سال جمهوری چک و جمهوری چک بازی کرده‌است.